# شهرستان پانتوتوک (اکلاهما)
شهرستان پانتوتوک، اکلاهما (به انگلیسی: Pontotoc County, Oklahoma) شهرستانی در ایالات متحده آمریکا است که در اکلاهما واقع شده‌است.

## خصوصیات
شهرستان پانتوتوک ۱٬۸۷۷٫۷۵ کیلومترمربع مساحت دارد.